# Méallet
Méallet település Franciaországban, Cantal megyében. Lakosainak száma 154 fő (2022. január 1.). Méallet Anglards-de-Salers, Auzers, Bassignac, Jaleyrac, Moussages, Sauvat és Le Vigean községekkel határos.

## Népesség
A település népességének változása:
| Lakosok száma | 379  | 248  | 185  | 175  | 161  | 169  | 170  | 164  | 161  | 154  |
|               | 1968 | 1982 | 1990 | 2006 | 2013 | 2015 | 2017 | 2019 | 2020 | 2022 |